# Incanto
Incanto es el vigésimo álbum del tenor italiano Andrea Bocelli. Fue publicado el 4 de noviembre de 2008. Este doble disco también contiene el DVD Incanto, el Documental. El 21 de febrero de 2009, Bocelli recibió cuatro veces disco de Diamante por Incanto, en el programa de entrevistas italiano Che tempo che fa. El álbum también fue candidato para "álbum del año" en los Premios 2009 Clásicos Británicos (Classical BRIT Awards).

## Lista de canciones
1. "Un amore così grande" con Veronica Berti (Guido Maria Ferilli, Antonella Maggio) - 4:22
2. "'O Surdato 'Nnammurato" (Aniello Califano, Enrico Cannio) - 2:49
3. "Mamma" (Cesare Andrea Bixio, Bruno Cherubini) - 3:30
4. "Voglio Vivere Cosi" (Giovanni D’Anzi, Domenico Titomaglio) - 3:02
5. "Santa Lucía" (Teodoro Cottrau) - 4:27
6. "Funiculì, funiculà" (Luigi Denza, Peppino Turco) - 2:31
7. "Because" (Guy d'Hardelot, Edward Frederick Lockton) - 2:36
8. "Vieni Sul Mar!" (Aniello Califano) - 4:37
9. "Granada" (Agustín Lara) - 4:12
10. "Era De Maggio" con Anna Bonitatibus (Mario Costa, Salvatore Giacomo) - 4:57
11. "A Marechiare" (Salvatore di Giacomo, Francesco Paolo Tosti) - 3:14
12. "... E Vui Durmiti Ancora" (Gaetano E. Calì, Giovanni Formisano) - 5:03
13. "Non Ti Scordar di Me" (Ernesto Edition Curtis, Domenico Furno) - 3:59
14. "Pulcinella" (Antonello Cascone, Sergio Cirillo) - 2:46

## Posicionamiento
| Listas (2008)          | Posición | Certificación |
| ---------------------- | -------- | ------------- |
| World Top 40           | 7        | -             |
| Hungary Top 40         | 2        | Platino       |
| Greek Albums Chart     | 4        | Oro           |
| Italy Top 50           | 5        | 2x Platino    |
| U.S. Billboard 200     | 8        | -             |
| Ireland Top 75         | 11       | -             |
| UK Album Chart         | 12       | -             |
| Dutch Top Album        | 15       | -             |
| Norway Top 40          | 15       | -             |
| Portugal Albums Top 30 | 15       | -             |
| Denmark Albums Top 40  | 20       | -             |
| Finland Albums Top 40  | 20       | -             |
| NZ Albums Top 40       | 21       | -             |
| France Albums Top 150  | 28       | -             |
| Australia Top 50       | 30       | -             |
| Austria Albums Top 75  | 40       | -             |
| Swiss Albums Top 100   | 40       | -             |
| Belgium Albums Top 50  | 42       | -             |
| Spain Albums Top 100   | 68       | -             |